# Tierra Santa
I Tierra Santa sono un gruppo musicale heavy metal che proviene dalla Spagna, dalla regione de La Rioja. Il gruppo si formò nel 1997 ed era composto da Ángel, Arturo, Roberto,Iñaki (Batteria) e Mikel (Tastiera), dal 2010, David Karrika sostituisce Iñaki e Juanan a Mikel. 
Dopo un lungo e difficile periodo di autoproduzione riescono ad ottenere di andare in tournée con gruppi più conosciuti della scena hard rock della nazione come Avalanch e Mägo de Oz. Con il tempo, dopo alcuni dischi, sono riusciti a sfondare definitivamente nel 2001 con il disco "Sangre de Reyes", approdando per la prima volta in Italia.
Dopo una lunga parentesi di quattro anni di pausa, ritornano alla scena con il decimo album intitolato "Caminos de Fuego" (Prodotto da Maldito Records), uscito al mercato il passato 3 novembre 2010.

## Formazione
- Ángel - voce e chitarra
- Eduardo - chitarra
- Roberto - basso
- David Karrika - batteria
- Juanan - tastiera

## Discografia
Album in studio
- 1997 - Medieval
- 1999 - Legendario
- 2000 - Tierras de Leyenda
- 2001 - Sangre de Reyes
- 2003 - Indomable
- 2004 - Apocalipsis
- 2006 - Mejor Morir en Pie
- 2010 - Caminos de Fuego
- 2013 - Mi Nombre Será Leyenda
- 2017 - Quinto Elemento

Live
- 2001 - Cuando la Tierra toca el Cielo
- 2003 - Las Mil y una Noches
- 2018 - Gillman Fest 2018

Raccolte
- 2007 - Grandes éxitos
- 2014 - Esencia

Singoli
- 2001 - Cuando la Tierra toca el Cielo

### Tributi - Collaborazioni
- Zenobia - Luchando Hasta el Final
- Larga Vida al Volumen Brutal (Omaggio ai Barón Rojo)
- A Tribute to the Beast (Omaggio agli Iron Maiden)
- The Music Remains the Same (Omaggio ai Led Zeppelin)
- Transilvania 666 (Omaggio agli Iron Maiden)
- Lujuria - El Poder del Deseo
- Meridiam - Meridiam